# حب في الزنزانة (فلم)
حب في الزنزانة هو فيلم مصري من إنتاج عام 1983 بطولة سعاد حسني وعادل إمام.

## قصة الفيلم
رجل أعمال يدعى الشرنوبي (جميل راتب) يتاجر في الأغذية الفاسدة يدفعه جشعه وجبروته للاتفاق مع أحد الشباب (عادل إمام) للاعتراف بجريمة بدلا منه ويحكم عليه بالسجن. وخلف أبواب الزنزانة يتعرف على سجينة تدعى فايزة (سعاد حسني) بسجن النساء وقع في حبها وتبادلا كل منهما مشاعر الحب من خلال الرسائل، وعندما تم الإفراج عنهما تزوجا وقررا الانتقام من ذلك التاجر الجشع.

## فريق العمل
إخراج: محمد فاضل (مخرج)
تاليف: إبراهيم الموجي

### بطولة
- سعاد حسني
- عادل إمام
- جميل راتب
- يحيى الفخراني
- عبد المنعم مدبولي

## روابط خارجية
- مقالات تستعمل روابط فنية بلا صلة مع ويكي بيانات